# Parafia Najświętszego Serca Pana Jezusa w Częstochowie
Parafia Najświętszego Serca Pana Jezusa w Częstochowie – rzymskokatolicka parafia, położona w dekanacie Częstochowa – św. Antoniego z Padwy, archidiecezji częstochowskiej w Polsce, erygowana w 1957. Prowadzą ją salezjanie.